# Bundle of Joy
Bundle of Joy is een Amerikaanse romantische komedie-musicalfilm met een kerstthema in Technicolor uit 1956 onder regie van Norman Taurog. De film, met in de hoofdrollen Eddie Fisher en Debbie Reynolds, is een remake van de film Bachelor Mother (1939) en werd destijds niet in Nederland en België uitgebracht.

## Verhaal
Tijdens het kerstseizoen wordt Polly Parish plotseling ontslagen in het warenhuis waar ze werkt als verkoopster vanwege haar gebrekkige verkooptechnieken. Teleurgesteld verlaat ze het kantoor van de eigenaar, John B. Merlin, en stuit nadien tijdens een wandeling op straat op een ten vondeling gelegde baby. Ze pakt de baby op en wordt onmiddellijk benaderd door de bewoner van het huis waar het kind ligt, dat een weeshuis blijkt te zijn. De werknemer, meneer Appleby, vermoedt dat Polly de moeder van de baby is en spoort haar aan om het kind met zich mee te nemen. Polly schrikt van de vergissing en haast zich gauw weg. 
Meneer Appleby weet het werkadres van Polly op te sporen en spoort de zoon van Merlin aan om Polly opnieuw aan te nemen zodat ze voor het kind kan zorgen. De zoon, Dan, is meer geïnteresseerd in zang en dans dan in het runnen van zaken, maar er wordt van hem verwacht dat hij spoedig het bedrijf van zijn vader zal overnemen en is daarom nauw betrokken met de gang van zaken. Hij besluit om Polly opnieuw aan te nemen en gunt haar zelfs een loonsverhoging. Polly is verward en keert terug naar huis nadat Dan haar vertelt dat haar daar een verrassing staat te wachten. Eenmaal thuis aangekomen vindt ze Appleby met de baby. Polly laat de baby achter bij Adams, de butler van de Merlins. Wanneer Dan hiervan op de hoogte wordt gesteld, zoekt hij Polly onmiddellijk op en bekritiseert haar laksheid. Hij gelooft niet dat ze niet de moeder van de baby is en ontslaat haar. Polly, die hard geld nodig heeft, besluit daarop om de baby te erkennen en verzint een verhaal waarin ze het slachtoffer is van huiselijk geweld en zich het behouden van het kind niet kan veroorloven. Dan neemt haar wederom aan en stelt haar voor aan zijn huishoudster Dugan, die zich over de baby ontfermt. Polly ontwikkelt al gauw een moederinstinct en noemt de baby John. 
Tijdens nieuwjaarsavond cancelt Dans date plotseling vlak voor aanvang van een formeel bal. Hij besluit daarop Polly met zich mee te nemen als zijn date. Op het bal doet ze zich voor als een Zweedse prinses en al gauw toont iedereen interesse in haar. Aan het einde van de avond zoenen Dan en Polly elkaar. Nadien plant Dan om haar nogmaals een loonsverhoging te geven zodat ze geld genoeg heeft om een babysitter in te huren zodat hij haar mee uit kan nemen. Ondertussen merkt Freddie Miller, die verliefd is op Polly, dat ze als een blok is gevallen voor Dan. Uit wraak schrijft hij een brief naar Merlin waarin ze hem informeert over de baby. Merlin denkt dat de baby zijn kleinzoon is en spoort Dan en Polly aan om te trouwen. Dan probeert uit te leggen dat hij niet de vader van John is, maar Merlin is vastberaden om de baby op te voeden als zijn kleinzoon. Polly vreest dat ze haar baby zal verliezen en vertrekt, maar Dan wint haar hart uiteindelijk terug voor zich. 

## Rolverdeling
| Acteur           | Personage          |
| ---------------- | ------------------ |
| Eddie Fisher     | Dan Merlin         |
| Debbie Reynolds  | Polly Parish       |
| Adolphe Menjou   | John B. Merlin     |
| Tommy Noonan     | Freddie Miller     |
| Nita Talbot      | Mary               |
| Una Merkel       | Huishoudster Dugan |
| Melville Cooper  | Butler Adams       |
| Bill Goodwin     | Meneer Creely      |
| Howard McNear    | Meneer Appleby     |
| Robert H. Harris | Meneer Hargraves   |

## Achtergrond
In mei 1954 kwam het nieuws dat George Jessel van plan was om een remake te maken van Bachelor Mother, met in de hoofdrol Betty Hutton. In het voorjaar van 1956 werd Debbie Reynolds echter aangesteld in de hoofdrol, die op dat moment nog onder contract stond bij Metro-Goldwyn-Mayer. Ze was destijds getrouwd met Eddie Fisher, voor wie deze film zijn filmdebuut betekende. Ten tijde van de opnamen was ze zwanger van Carrie Fisher.
De film werd matig ontvangen door de pers en slecht bezocht door het publiek.

## Soundtrack
- "Bundle of Joy" (muziek: Josef Myrow)
- "Some Day Soon" (muziek: Josef Myrow)
- "I Never Felt This Way Before" (muziek: Josef Myrow)
- "Worry About Tomorrow (muziek: Josef Myrow)
- "Lullaby in Blue" (muziek: Josef Myrow)

## Prijzen en nominaties
| Jaar | Prijs         | Categorie                       | Genomineerde(n) | Uitslag     |
| ---- | ------------- | ------------------------------- | --------------- | ----------- |
| 1957 | Golden Globes | Beste Actrice - Komedie/Musical | Debbie Reynolds | Genomineerd |